# Rumeal Robinson
Rumeal James Robinson (Mandeville, 13 de noviembre de 1966) es un exjugador jamaicano que se crio en Cambridge (Massachusetts), nacionalizado estadounidense que jugó 6 temporadas en la NBA, además de hacerlo en la CBA, en la liga croata, la liga italiana y la liga venezolana. Con 1,88 metros de altura, lo hacía en la posición de base.

## Trayectoria deportiva

### Universidad
Tras haber sido elegido para disputar el prestigioso McDonald's All American Game en 1986, jugó durante 4 temporadas con los Universidad de Wolverines de la Universidad de Míchigan, donde promedió 14,5 puntos, 5,8 asistencias y 3,5 rebotes por partido. En 1989, en su temporada júnior, protagonizó la jugada más importante de su carrera, al anotar los dos tiros libres que lanzó a falta de 3 segundos para el término de la Final de la NCAA, dando la victoria a su equipo ante Seton Hall por 80-79, que además le hizo ganarse un puesto en el mejor quinteto del torneo.
Al año siguiente, tras promediar 19,2 puntos y 6,1 asistencias, fue incluido en el segundo quinteto del All-American, haciéndose con un puesto también en el mejor quinteto de la Big Ten Conference.

### Profesional
Fue elegido en la décima posición del Draft de la NBA de 1990 por Atlanta Hawks, donde se encontró a dos grandes jugadores en su puesto, Doc Rivers y Spud Webb, por lo que apenas jugó algo más de 14 minutos por partido en su primera temporada, promediando 5,6 puntos y 2,8 asistencias. Pero al año siguiente Rivers se fue a los Clippers y Webb a los Kings, convirtiéndose en el base titular y jugando su mejor temporada como profesional, promediando 13,0 puntos y 5,5 asistencias por noche.
Poco antes del comienzo de la temporada 1992-93 fue traspasado a New Jersey Nets a cambio de Mookie Blaylock y Roy Hinson. Pero en los Nets se encontró con la competencia de Kenny Anderson y Kevin Edwards, jugando sólo 17 partidos antes de ser nuevamente traspasado. Fue enviado a Charlotte Hornets a cambio de Johnny Newman, pero su situación en el equipo fue frustrante, ocupando el puesto de último jugador de banquillo, jugando menos de 7 minutos por partido.
Tras verse sin equipo, no le quedó más remedio que jugar dos temporadas en la CBA, a la espera de la llamada de algún equipo de la NBA. Esta se produciría en enero de 1996, cuando Portland Trail Blazers lo contrató como agente libre, en principio por diez días, y finalmente para el resto de la temporada. Se dio la curiosa circunstancia esa temporada de que en el equipo coincidieron tres jugadores apellidados Robinson: además de Rumeal, estaban en la plantilla Clifford Robinson y James Robinson.
Al término de la temporada no es renovado por los Blazers, pero consigue firmar con Los Angeles Lakers. Disputa tan sólo 15 partidos antes de ser traspasado a Phoenix Suns, junto con Cedric Ceballos, a cambio de Robert Horry y Joe Kleine. Pero en los Suns apenas dura un mes, jugando poco más de 7 minutos por partido antes de ser cortado. Es entonces nuevamente contratado por los Blazers, equipo con el que acaba la que iba a ser su última temporada en la NBA.
Robinson continuó su carrera en la CBA, hasta que en 2001 ficha por el KK Zadar de la liga croata, posteriormente por el Skipper Bologna de la liga italiana, donde sólo juega tres partidos antes de ser despedido, con unos pobres promedios de 4,3 puntos y 0,7 asistencias. Acabó su carrera profesional jugando una temporada con los Marinos de Anzoátegui de la liga venezolana.

### Selección nacional
Fue convocado por la selección de Estados Unidos para disputar los Juegos Panamericanos de 1995 en Mar del Plata, Argentina, donde consiguieron la medalla de plata. Robinson jugó 7 partidos, promediando 9,9 puntos y 2,3 asistencias por partido.

## Estadísticas de su carrera en la NBA

### Temporada regular
| Temporada | Edad | Equipo                 | Liga | P   | TIT | MIN  | TC  | TCA  | %TC  | 3P  | 3PA | %3P  | TL  | TLA | %TL  | R.OF. | R.DEF. | REB | ASIS | ROB | TAP | PER | FP  | PTS  |
| 1990-91   | 24   | Atlanta Hawks          | NBA  | 47  | 16  | 14.3 | 2.3 | 5.1  | .446 | 0.0 | 0.2 | .182 | 1.0 | 1.7 | .588 | 0.4   | 1.1    | 1.5 | 2.8  | 0.7 | 0.2 | 1.6 | 1.4 | 5.6  |
| 1991-92   | 25   | Atlanta Hawks          | NBA  | 81  | 64  | 27.4 | 5.2 | 11.5 | .456 | 0.4 | 1.3 | .327 | 2.2 | 3.4 | .636 | 0.8   | 1.9    | 2.7 | 5.5  | 1.3 | 0.3 | 2.5 | 2.2 | 13.0 |
| 1992-93   | 26   | New Jersey Nets        | NBA  | 80  | 28  | 19.8 | 3.4 | 8.0  | .423 | 0.3 | 0.7 | .357 | 1.4 | 2.4 | .574 | 0.6   | 1.4    | 2.0 | 4.0  | 1.2 | 0.2 | 1.8 | 2.1 | 8.4  |
| 1993-94   | 27   | TOTAL                  | NBA  | 31  | 0   | 12.8 | 1.8 | 4.9  | .362 | 0.3 | 0.6 | .400 | 0.4 | 0.9 | .448 | 0.2   | 0.8    | 1.0 | 2.0  | 0.6 | 0.1 | 1.4 | 1.5 | 4.2  |
| 1993-94   | 27   | New Jersey Nets        | NBA  | 17  | 0   | 17.7 | 2.5 | 7.0  | .353 | 0.4 | 0.9 | .467 | 0.6 | 1.2 | .500 | 0.2   | 1.2    | 1.4 | 2.6  | 0.9 | 0.2 | 1.5 | 1.9 | 5.9  |
| 1993-94   | 27   | Charlotte Hornets      | NBA  | 14  | 0   | 6.8  | 0.9 | 2.4  | .394 | 0.1 | 0.4 | .200 | 0.2 | 0.6 | .333 | 0.1   | 0.4    | 0.6 | 1.3  | 0.2 | 0.0 | 1.3 | 1.1 | 2.1  |
| 1995-96   | 29   | Portland Trail Blazers | NBA  | 43  | 14  | 16.6 | 2.1 | 5.1  | .416 | 0.7 | 1.8 | .380 | 0.8 | 1.2 | .647 | 0.4   | 1.4    | 1.8 | 3.3  | 0.6 | 0.1 | 1.7 | 1.8 | 5.7  |
| 1996-97   | 30   | TOTAL                  | NBA  | 54  | 3   | 9.4  | 1.2 | 3.0  | .402 | 0.3 | 1.0 | .321 | 0.5 | 0.6 | .743 | 0.1   | 0.8    | 0.9 | 1.4  | 0.4 | 0.0 | 0.8 | 1.1 | 3.3  |
| 1996-97   | 30   | Los Angeles Lakers     | NBA  | 15  | 3   | 8.4  | 1.1 | 3.2  | .354 | 0.4 | 1.5 | .261 | 0.3 | 0.5 | .625 | 0.1   | 0.5    | 0.7 | 0.9  | 0.3 | 0.1 | 0.7 | 0.8 | 3.0  |
| 1996-97   | 30   | Phoenix Suns           | NBA  | 12  | 0   | 7.3  | 1.3 | 2.8  | .471 | 0.3 | 0.8 | .300 | 0.1 | 0.3 | .250 | 0.1   | 0.5    | 0.6 | 0.7  | 0.1 | 0.0 | 0.4 | 0.7 | 3.0  |
| 1996-97   | 30   | Portland Trail Blazers | NBA  | 27  | 0   | 10.9 | 1.2 | 3.0  | .402 | 0.3 | 0.9 | .391 | 0.7 | 0.9 | .870 | 0.1   | 1.0    | 1.1 | 1.9  | 0.7 | 0.0 | 1.0 | 1.5 | 3.5  |
| Total     |      |                        | NBA  | 336 | 125 | 18.1 | 3.0 | 7.0  | .432 | 0.3 | 1.0 | .344 | 1.2 | 2.0 | .611 | 0.5   | 1.3    | 1.8 | 3.5  | 0.9 | 0.2 | 1.7 | 1.8 | 7.6  |

### Playoffs
| Temporada | Edad | Equipo                 | Liga | P  | MIN | TCA | TC | 3PA | 3P | TLA | TL | R.OF. | REB | ASIS | ROB | TAP | PER | FP | PTS | %TC  | %3P  | %FT   | MIN  | PTS | REB | AST |
| 1990-91   | 24   | Atlanta Hawks          | NBA  | 2  | 13  | 1   | 4  | 0   | 0  | 0   | 0  | 0     | 1   | 1    | 1   | 0   | 4   | 1  | 2   | .250 |      |       | 6.5  | 1.0 | 0.5 | 0.5 |
| 1992-93   | 26   | New Jersey Nets        | NBA  | 5  | 136 | 21  | 49 | 2   | 7  | 5   | 7  | 4     | 12  | 35   | 5   | 0   | 20  | 18 | 49  | .429 | .286 | .714  | 27.2 | 9.8 | 2.4 | 7.0 |
| 1995-96   | 29   | Portland Trail Blazers | NBA  | 5  | 43  | 8   | 19 | 4   | 9  | 1   | 4  | 0     | 2   | 3    | 3   | 0   | 3   | 8  | 21  | .421 | .444 | .250  | 8.6  | 4.2 | 0.4 | 0.6 |
| 1996-97   | 30   | Portland Trail Blazers | NBA  | 4  | 24  | 2   | 6  | 0   | 2  | 1   | 1  | 0     | 1   | 5    | 1   | 0   | 1   | 6  | 5   | .333 | .000 | 1.000 | 6.0  | 1.3 | 0.3 | 1.3 |
| Total     |      |                        | NBA  | 16 | 216 | 32  | 78 | 6   | 18 | 7   | 12 | 4     | 16  | 44   | 10  | 0   | 28  | 33 | 77  | .410 | .333 | .583  | 13.5 | 4.8 | 1.0 | 2.8 |